# سمندس الثالث
سمندس الثالث كان كاهن آمون الأكبر في طيبة خلال عهد الملك تاكيلوت الأول من الأسرة الثانية والعشرين.

## السيرة الذاتية
الاسم سمندس هو تصريف هليني للاسم المصري نس با نب چدت ("المملوك لـ الكبش، رب منديس"), بينما يميزه الرقم الترتيبي - كثالث - عن مؤسس الأسرة الحادية والعشرون سمندس الأول، وعن الكاهن الأكبر السابق له الذي يحمل نفس الاسم، سمندس الثاني.
سمندس الثالث كان كاهنًا أكبر خامل الذكر، ويُعرف بشكل رئيسي من بعض نصوص مقياس النيل في الكرنك، حيث يشار إليه على أنه "الكاهن الأكبر لآمون" و"ابن الملك أوسركون": النص رقم 17 (المؤرخ في السنة الثامنة لملك تم إغفال اسمه عمدًا)، النص رقم 18 (السنة 13 أو 14، الملك محذوف)، والنص رقم 19 (السنة مفقودة، الملك محذوف).

رغم عدم وجود نص حاسم، من شبه المؤكد أن "الملك أوسركون" والد سمندس الثالث هو أوسركون الأول: وإذا كان الأمر كذلك، فإن سمندس كان أيضًا شقيقًا لكل من سابقيه إيويلوت وششنق ج، وكذلك شقيقًا للملك المعاصر تاكيلوت الأول. وبالاعتماد على حقيقة أن مستوى النيل السابق (رقم 16) قد أمر به إيويلوت وتم تأريخه في السنة الخامسة لملك مجهول لا يمكن أن يكون سوى تاكلوت الأول، تم الاستنتاج بأن المستويات الثلاثة التي أمر بها سمندس كانت تشير إلى نفس الملك.
حول حياته والأحداث التي وقعت تحت إدارته، يكاد لا يُعرف شيء؛ وكما سبق، استمر في ممارسة سلفه في إغفال اسم تاكيلوت الأول من مستويات النيل، ربما بسبب نزاع أسري مزعوم حدث في مصر العليا بعد وفاة أوسركون الأول. يوجد لوح كاتب الآن في متحف المتروبوليتان للفنون (47.123a–g) منقوشة باسم "الكاهن الأكبر لآمون سمندس"، من المرجح أنها تخصه أكثر من سمندس الثاني. كما يوجد تمثال برونزي في وضعية الجثوّ لسمندس، الكاهن الأكبر لآمون، معروض في المتحف الملكي لماريمون (المرجع B242)، ولا يمكن تأكيد انتسابه بشكل قاطع لأي من الكاهنين اللذين يحملان نفس الاسم.
تظل مسألة خلفه غير مؤكدة. وفقًا لـكينيث كيتشن، قرب نهاية عهد تاكلوت الأول، خلف سمندس الثالث حور سا إيزيس أ، وهو ابن شقيقه ششنق ج، والذي أعلن نفسه كحاكم مستقل في طيبة. هذه الفرضية تم رفضها من قبل كارل يانسن-وينكلن الذي أثبت أن حارسيس أ لم يكن كاهنًا أعظم لآمون قط، وبالتالي يجب البحث عن خليفة سمندس في أشخاص آخرين، ربما في نملوت ج.